# (54439) Topeka
(54439) Topeka (2000 MG3) – planetoida z pasa głównego asteroid okrążająca Słońce w ciągu 4,05 lat w średniej odległości 2,54 j.a. Odkryta 29 czerwca 2000 roku.